# Pterolophia alternata
Pterolophia alternata là một loài bọ cánh cứng trong họ Cerambycidae.